# Róbert Lantoši
Róbert Lantoši, född 24 september 1995 i Prievidza, är en slovakisk professionell ishockeyspelare som spelar för HC České Budějovice i Extraliga. Vid 17 års ålder lämnade Lantoši hemlandet för att spela juniorishockey i Sverige, med Västerås IK. Han tillbringade fyra säsonger med Västerås och gjorde seniordebut med klubben i Hockeyallsvenskan säsongen 2013/14. Under tiden i Västerås spelade han också, som utlånad, för IFK Arboga IK i Hockeyettan. Säsongen 2016/17 tillbringade Lantoši med IF Sundsvall Hockey, han hade dessförinnan gjort korta sejourer i både HC Vita Hästen (Hockeyallsvenskan) Lindlövens IF (Hockeyettan).
Efter en fem säsonger i Sverige återvände Lantoši till Slovakien inför säsongen 2017/18, där han spelade för HC Nové Zámky och HK Nitra i Extraliga. Efter två säsonger i Slovakien, lämnade han åter landet, denna gång för spel i Nordamerika med Providence Bruins i AHL. I augusti 2020 skrev han ett ettårsavtal med Boston Bruins i NHL. Han tillbringade dock den följande säsongen med spel för HK Nitra och Providence Bruins. Efter två år i Nordamerika återvände Lantoši till Sverige inför säsongen 2021/22 som han inledde med Rögle BK i SHL innan han lämnade klubben för seriekonkurrenten Linköping HC i oktober 2021.
Från säsongen 2022/23 har Lantoši spelat i Extraliga; två säsonger med BK Mladá Boleslav och en för HC Bílí Tygři Liberec. Sedan säsongen 2025/26 tillhör han HC České Budějovice.
I november 2018 gjorde Lantoši A-landslagsdebut och har sedan dess spelat fyra VM för Slovakien. Sedan tidigare har han representerat det slovakiska landslaget vid ett flertal tillfällen i ungdoms- och juniorsammanhang: 2013 spelade han U18-VM och 2015 tog han ett brons vid JVM i Kanada.

## Karriär

### Klubblag

#### 2011–2021: Juniorår och början av karriären
Lantoši inledde sin ishockeykarriär i moderklubben MšHK Prievidza. Som ungdom spelade han för MsHK Zilina där han säsongen 2011/21 stod för 83 poäng på 41 matcher i dess U18-lag. Med denna notering vann han poängligan i Slovakiens U18-serie och med 47 gjorda mål vann han också dess skytteliga. Vid 17 års ålder lämnade Lantoši Slovakien för att spela juniorishockey i Sverige med Västerås IK. Han gjorde omgående avtryck i Västerås U18-lag där han på 32 matcher stod för 31 poäng. Säsongen 2013/14 spelade han främst för Västerås IK J20 där han på 44 matcher stod för 14 mål och 10 assistpoäng. Han gjorde också debut i seniorlaget denna säsong. Lantoši spelade i grundseriens sista omgång, den 4 mars 2014, och noterades samtidigt för sitt första mål i Hockeyallsvenskan, på Alexander Sahlin, i en 5–1-seger mot Almtuna IS.
Den 20 augusti 2014 bekräftade Västerås att man skrivit ett tvåårsavtal med Lantoši. Den följande säsongen varvade han spel med Västerås i Hockeyallsvenskan med såväl spel i klubbens J20-lag som IFK Arboga IK i Hockeyettan. I Hockeyallsvenskan stod han för ett mål och en assistpoäng på 15 grundseriematcher. Med Arboga snittade Lantoši en poäng per match. På tio matcher stod han för tre mål. Säsongen 2015/16, Lantošis sista som junior, representerade han fyra olika klubbar. Han inledde säsongen med Västerås där han under fyra matcher återigen blev utlånad till Arboga. Efter att ha fått begränsat med speltid i Hockeyallsvenskan bekräftades det den 17 december 2015 att Lantoši lämnat Västerås för spel i seriekonkurrenten HC Vita Hästen. Han spelade totalt åtta matcher för Vita Hästen. Lika många matcher spelade han också, som utlånad, för Lindlövens IF.
Inför säsongen 2016/17 anslöt Lantoši till IF Sundsvall Hockey i Hockeyettan. I grundserien var han lagets näst bästa målskytt. På 40 matcher stod han för 27 poäng, varav 16 assist. Laget tog sig till playoff 2, där man slogs ut med 2–1 i matcher av Vimmerby Hockey.
Den 1 juli 2017 bekräftades det att Lantoši lämnat Sverige och återvänt till Slovakien då han skrivit ett ettårsavtal med HC Nové Zámky. Han varvade spel i slovakiska Extraliga med spel med Nové Zámkys B-lag. Han noterades för sex mål och fem assistpoäng på 38 matcher i Extraliga och nio poäng på fem matcher i B-laget. I mitten av januari 2018 blev Lantoši bortbytt till HK Nitra mot Filip Kuzma, Timotej Šille och Richard Ondrušek. Han spelade sedan nio matcher för Nitra och noterades för ett mål och två assist. Den 29 april 2018 bekräftades det att Lantoši förlängt sitt avtal med Nitra med ytterligare en säsong. Han utsågs till assisterande lagkapten och gjorde därefter sin poängmässigt bästa säsong som senior. Han vann lagets interna poängliga och slutade på femte plats i den totala poängligan. På 56 grundseriematcher stod han för 58 poäng, varav 20 mål. I det följande slutspelet tog sig Nitra till finalspel, där man föll med 4–1 i matcher mot Banská Bystrica. Denna säsong blev Lantoši uttagen till Extraligas All Star-lag.
Den 8 juli 2019 bekräftades det att Lantoši skrivit ett ettårskontrakt med Providence Bruins i AHL. Han gjorde AHL-debut den 5 oktober samma år. Samma månad, den 19 oktober, gjorde han sitt första AHL-mål, på Filip Gustavsson, i en 7–4-seger mot Belleville Senators. I sin första AHL-säsong, som avbröts på grund av Covid-19-pandemin, stod han för 31 poäng på 50 grundseriematcher.
Inför säsongen 2020/21 meddelades det den 7 augusti att Lantoši skrivit ett ettårskontrakt med Boston Bruins i NHL. På grund av pandemin startades säsongen i Nordamerika senare än vanligt, varför Lantoši inledde säsongen med Nitra i Extraliga. Med Nitra producerade han i snitt en poäng per match och noterades för fyra mål på 18 grundseriematcher. Han återvände sedan till Nordamerika och tillbringade återstoden av säsongen med Bostons farmarklubb i AHL, Providence Bruins. På 25 matcher med Bruins stod han för 15 poäng (nio mål, sex assist).

#### Från 2021: SHL och Extraliga
Den 23 juli 2021 bekräftades det att Lantoši skrivit ett ettårsavtal med Rögle BK i SHL. Han gjorde SHL-debut den 11 september 2021 och några dagar senare (16 oktober) sitt första mål i ligan, på Kasimir Kaskisuo, i en 1–5-seger mot Leksands IF. Han fick dock begränsat med speltid i Rögle och spelade endast fem matcher för klubben. Den 11 oktober samma år bekräftades det att han brutit sitt avtal med Rögle och skrivit ett avtal med seriekonkurrenten Linköping HC för återstoden av säsongen. Han spelade totalt 42 matcher för Linköping och noterades för 22 poäng, varav tio mål. Linköping misslyckades att ta sig till SM-slutspel.
Den 1 maj 2022 bekräftades det att Lantoši skrivit ett ettårsavtal med BK Mladá Boleslav i den tjeckiska Extraliga. Laget slutade på tionde plats i grundserien, där Lantoši stod för 27 poäng på 46 matcher (7 mål, 20 assist). Den 10 februari 2023 stod det klart att han förlängt sitt avtal med klubben med ytterligare en säsong. I slutspelet slogs laget omgående ut av HC Kometa Brno med 3–1 i matcher. Inför säsongen 2023/24 utsågs Lantoši till en av lagets assisterande kaptener. Klubben misslyckades att ta sig till slutspel. Lantoši vann lagets interna poäng-, assist- och skytteliga. På 50 grundseriematcher noterades han för 47 poäng (20 mål, 27 assist) och slutade på åttonde plats i den totala poängligan. Han var den utländska spelare i serien som gjorde flest poäng och var dessutom Mladá Boleslavs mest utvisade spelare (28 min). Den 19 mars 2024 bekräftade klubben att Lantoši lämnat den.
Den 25 juli 2024 bekräftades det att Lantoši skrivit ett ettårsavtal med HC Bílí Tygři Liberec. Han vann Liberecs interna poängliga och slutade på åttonde plats i den totala poängligan. Med 31 assistpoäng slutade han på tredje plats i Extraligas assistliga. Totalt stod han för 42 poäng och Liberec slutade på elfte plats i grundserien. Därefter slogs laget ut av HC České Budějovice med 3–2 i matcher i åttondelsfinalserien. Efter säsongens slut stod det klart den 1 april 2025 att Lantoši skrivit ett treårsavtal med just České Budějovice.

### Landslag

#### 2013–2015: Ungdoms- och juniorlandslag

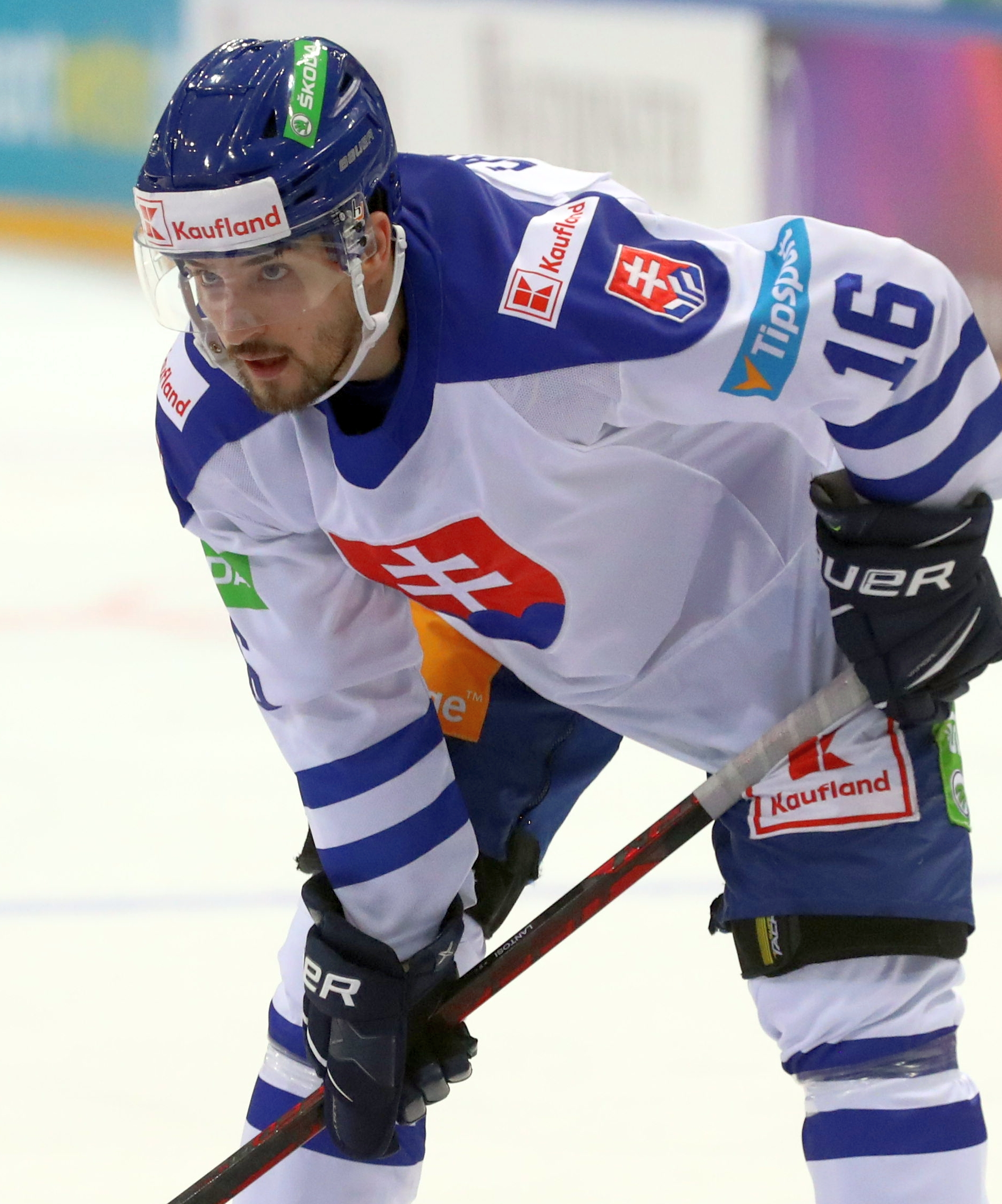
Lantoši i landslagströja 2022.

Vid U18-VM i Ryssland 2013 blev Lantoši uttagen att representera Slovakien. Laget förlorade samtliga matcher i grupp B och spelade därefter en nedflyttningsserie mot Lettland, vilken man vann med 2–0 i matcher. Lantoši vann den interna poäng- och skytteligan då han på sex matcher stod för sju poäng, varav fyra mål.
2015, då mästerskapet avgjordes i Kanada spelade Lantoši sitt första och enda JVM. Slovakien tog sig till slutspel via en tredjeplats i grupp A. I kvartsfinalen besegrades Tjeckien med 3–0, men därefter föll man i semifinal mot Kanada med 5–1. Slovakien tog en bronsmedalj sedan man vunnit mot Sverige i matchen om tredjepris med 2–4. På sju spelade matcher stod Lantoši för ett mål och två assistpoäng.

#### Från 2018: A-landslaget
Den 8 november 2018 gjorde Lantoši A-landslagsdebut för Slovakien under Deutschland Cup, i en match 2–3-förlust mot Schweiz. Den 9 februari 2019 gjorde han sitt första A-landslagsmål, på Vasily Demchenko, i en 5–1-seger mot Rysslands B-landslag.
Lantoši blev uttagen att spela sitt första VM 2019, som då avgjordes i hemlandet Slovakien. Slovakien misslyckades att ta sig till slutspel då man slutade på femte plats i grupp A. Man slutade på nionde plats i turneringen och på sju spelade matcher noterades Lantoši för två assistpoäng. Han blev sedan uttagen att spela VM i Lettland 2021. Slovakien slutade på fjärde plats i grupp A och lyckades därmed att ta sig till sitt första VM-slutspel sedan 2013. I den följande kvartsfinalen föll man dock mot USA med 6–1 och slutade därmed på åttonde plats i turneringen. Lantoši stod för sex poäng på åtta matcher (ett mål, fem assist).
För tredje mästerskapet i följd blev Lantoši uttagen att spela VM 2022, som avgjordes i Finland. Slovakien tog sig åter till slutspel då man med bättre målskillnad tog den sista platsen med en fjärdeplats i grupp A. I slutspelet slogs Slovakien ut i kvartsfinal med 4–2 av värdnationen. Slovakien slutade på åttonde plats och Lantoši stod för fyra assistpoäng på åtta matcher. 2023 spelade han sitt fjärde världsmästerskap. Turneringen avgjordes i Finland och Lettland. Slovakien misslyckades att ta sig till slutspel då man slutade på femte plats i grupp B. Laget placerade sig på nionde plats och på sju matcher stod Lantoši för ett mål och en assistpoäng.

## Statistik

### Klubblag
| 2013–14          | Västerås IK           | HA               | 1   | 1  | 0  | 1   | 0  | —  | — | —  | —  | — |
| 2014–15          | Västerås IK           | HA               | 15  | 1  | 1  | 2   | 0  | —  | — | —  | —  | — |
| 2014–15          | IFK Arboga IK         | Div. 1           | 7   | 3  | 7  | 10  | 4  | —  | — | —  | —  | — |
| 2015–16          | Västerås IK           | HA               | 29  | 2  | 0  | 2   | 4  | —  | — | —  | —  | — |
| 2015–16          | IFK Arboga IK         | Div. 1           | 4   | 1  | 2  | 3   | 2  | —  | — | —  | —  | — |
| 2015–16          | HC Vita Hästen        | HA               | 8   | 0  | 0  | 0   | 0  | —  | — | —  | —  | — |
| 2015–16          | Lindlövens IF         | Div. 1           | 8   | 0  | 8  | 8   | 4  | 3  | 0 | 0  | 0  | 0 |
| 2016–17          | IF Sundsvall Hockey   | Div. 1           | 40  | 16 | 11 | 27  | 16 | 3  | 2 | 0  | 2  | 2 |
| 2017–18          | HC Nové Zámky         | Extraliga        | 38  | 6  | 5  | 11  | 8  | —  | — | —  | —  | — |
| 2017–18          | HC Nové Zámky B       | 1HL              | 5   | 6  | 3  | 9   | 4  | —  | — | —  | —  | — |
| 2017–18          | HK Nitra              | Extraliga        | 9   | 1  | 2  | 3   | 0  | —  | — | —  | —  | — |
| 2018–19          | HK Nitra              | Extraliga        | 56  | 20 | 38 | 58  | 12 | 18 | 3 | 7  | 10 | 0 |
| 2019–20          | Providence Bruins     | AHL              | 50  | 11 | 20 | 31  | 22 | —  | — | —  | —  | — |
| 2020–21          | HK Nitra              | Extraliga        | 18  | 4  | 14 | 18  | 6  | —  | — | —  | —  | — |
| 2020–21          | Providence Bruins     | AHL              | 25  | 9  | 6  | 15  | 16 | —  | — | —  | —  | — |
| 2021–22          | Rögle BK              | SHL              | 5   | 1  | 0  | 1   | 0  | —  | — | —  | —  | — |
| 2021–22          | Linköping HC          | SHL              | 42  | 10 | 12 | 22  | 31 | —  | — | —  | —  | — |
| 2022–23          | BK Mladá Boleslav     | Extraliga        | 46  | 7  | 20 | 27  | 16 | 4  | 0 | 2  | 2  | 2 |
| 2023–24          | BK Mladá Boleslav     | Extraliga        | 50  | 20 | 27 | 47  | 28 | —  | — | —  | —  | — |
| 2024–25          | HC Bílí Tygři Liberec | Extraliga        | 51  | 11 | 31 | 42  | 45 | 5  | 1 | 1  | 2  | 6 |
| Extraliga totalt | Extraliga totalt      | Extraliga totalt | 172 | 42 | 90 | 132 | 71 | 31 | 5 | 10 | 12 | 8 |
| AHL totalt       | AHL totalt            | AHL totalt       | 75  | 20 | 26 | 46  | 38 | —  | — | —  | —  | — |

### Internationellt
| År            | Lag           | Turnering     | Matcher | Mål | Assists | Poäng | Utv. |
| ------------- | ------------- | ------------- | ------- | --- | ------- | ----- | ---- |
| 2013          | Slovakien U18 | U18-VM        | 6       | 4   | 3       | 7     | 0    |
| 2015          | Slovakien J20 | JVM           | 7       | 1   | 2       | 3     | 6    |
| 2019          | Slovakien     | VM            | 7       | 0   | 2       | 2     | 4    |
| 2021          | Slovakien     | VM            | 8       | 1   | 5       | 6     | 4    |
| 2022          | Slovakien     | VM            | 8       | 0   | 4       | 4     | 6    |
| 2023          | Slovakien     | VM            | 6       | 1   | 1       | 2     | 0    |
| Junior totalt | Junior totalt | Junior totalt | 13      | 5   | 5       | 10    | 6    |
| Senior totalt | Senior totalt | Senior totalt | 29      | 2   | 12      | 14    | 14   |